# Robert Bargrave
Robert Bargrave  (1628–1661) se trata de un mercante inglés. Es conocido por los viajes que realizó por diversos países europeos (entre los que se encuentra el interior de España) durante el periodo que va desde 1647 al 1656. Se hizo famoso en su época por publicar su diario de viajes. Robert encontró la muerte durante la realización de sus quinto viaje en el que acompañaba al Earl de Winchilsea en su viaje a Constantinopla.  